# Ключ 62
Ключ 62 (трад. и упр. 戈) — ключ Канси со значением «алебарда»; один из 34, состоящих из четырёх штрихов.
В словаре Канси есть 116 символов (из 49 030), которые можно найти c этим радикалом.

## История
Древняя идеограмма изображала старинное оружие «клевец» (багор на длинной рукоятке с поперечным лезвием).
В современном языке иероглиф имеет значения «копье, алебарда», «война, столкновения, стычки, военные действия».
В качестве ключевого знака иероглиф используется редко.

Вид в Цзиньвэнь
Вид в Цзягувэнь
Вид в Цзянбо
Вид в малой печати Чжуаньшу

В словарях находится под номером 62.

## Значение
1. Оружие в древнем Китае.
2. Война.
3. Столкновения.
4. Военные действия.

## Варианты прочтения
- кит. 戈, пиньинь gē, кэ.
- яп. か, ka, ка.
- кор. 창 chang, чан?, 과 gwa, гва?.

## Примеры иероглифов
| Доп. штрихи | Иероглифы               |
| ----------- | ----------------------- |
| 0           | 戈                      |
| 1           | 戊 戋 戉                |
| 2           | 戌 戍 戎 戏 𢦏 成       |
| 3           | 㦮 㦯 我 戒 戓 𢦓       |
| 4           | 㦰 㦱 㦲 戔 戕 或       |
| 5           | 㦳 战                   |
| 6           | 㦴 㦵 㦶 戙             |
| 7           | 㦷 戚 戛 戜 戝          |
| 8           | 㦸 戞 戟 戦             |
| 9           | 㦹 𢧚 戠 戡 戢 戣 戤 戥 |
| 10          | 㦺 截 戫 戬 戩 戧 戨    |
| 11          | 𢨃 㦻 㦼 𢧲 戭 戮 戯    |
| 12          | 戰                      |
| 13          | 㦽 戲 戴                |
| 14          | 戳                      |
| 18          | 戵                      |

- Примечание: Ваш браузер может отображать иероглифы неправильно.